# Idrossimetilglutaril-CoA reduttasi
La idrossimetilglutaril-CoA reduttasi (o HMG-CoA reduttasi) è un enzima che appartiene alla classe delle ossidoreduttasi e nelle cellule eucariotiche risiede nel reticolo endoplasmatico liscio. L'enzima, presente soprattutto negli epatociti (cellule del fegato), risulta essere la tappa limitante, e quindi regolatrice, della sintesi del colesterolo e catalizza la seguente reazione:
(R)-mevalonato + CoA + 2 NADP+ ⇄ 3-idrossi-3-metilglutaril-CoA + 2 NADPH + 2 H+

## Struttura
Le HMGCoA reduttasi sono distinte in due classi: la classe I degli eucarioti e la classe II dei procarioti. La prima è inserita nella membrana del reticolo endoplasmatico liscio, mentre la seconda si ritrova in forma solubile nel citoplasma.
L'enzima umano è una glicoproteina integrale di membrana del peso di 97 KD (kiloDalton), nella quale si riconoscono due domini: dominio N-terminale transmembranaceo e dominio C-terminale citoplasmatico. Il primo è costituito da otto segmenti che si inseriscono nella membrana del reticolo endoplasmatico, con le rispettive anse di unione, e comprende i siti regolatori sensibili agli steroli (sterol-sensing domains), mentre il secondo, più voluminoso, è extramembranaceo e contiene il sito catalitico.

## Regolazione dell'attività enzimatica
L'HMG-CoA reduttasi è soggetta a regolazione sia a breve che a lungo termine. La prima è mediata dalla fosforilazione e da effetti allosterici, mentre la seconda coinvolge la sintesi e la degradazione dell’enzima.
Sia la sintesi che la degradazione dell'enzima sono sotto il controllo diretto del colesterolo: il colesterolo libero della membrana del reticolo endoplasmatico sopprime la trascrizione del gene della HMG-CoA riduttasi e accelera la degradazione della proteina enzimatica. Entrambe queste azioni sono mediate dalle proteine Insig (insulin-induced gene proteins).
L’HMGCoA riduttasi contiene un dominio (sterol-sensing domain) che lega lanosterolo, colesterolo e ossisteroli, in modo tale che, quando questi steroli sono abbondanti, promuovono, legandosi appunto allo sterol-sensing domain, l'interazione dell'enzima con le proteine Insig. Per effetto di questa interazione, l'HMGCoA riduttasi viene ubiquitinata e degradata, ponendo fine alla sintesi del colesterolo. In caso di carenza di colesterolo l'emivita dell'HMGCoA riduttasi è di oltre 12 h, mentre nel caso opposto l'emivita è inferiore a 1 h circa.

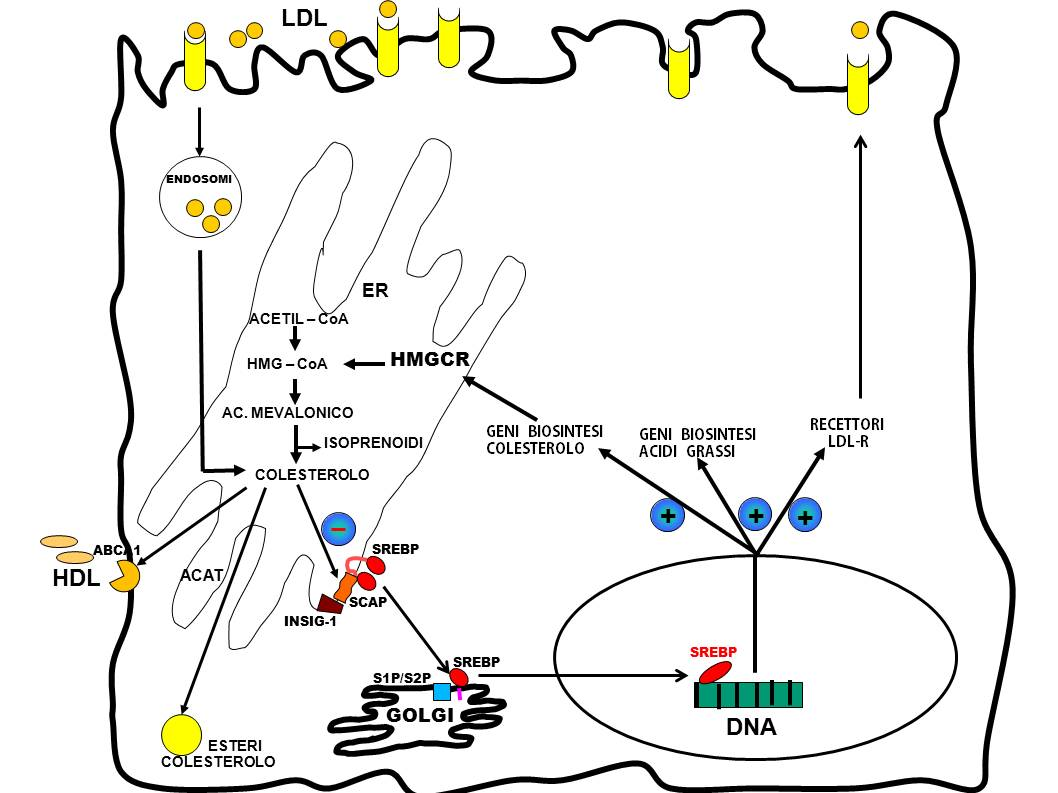
Regolazione genica della sintesi endogena del colesterolo. ACAT, Acyl-CoA-cholesterol-acyltransferase. Insig, Insulin-induced gene proteins. SCAP e SREBP (vedi testo). S1/2-P, Site-1/2-protease.

La sintesi della HMG-CoA reduttasi è stimolata dal fattore di trascrizione colesterolo-sensibile SREBP (sterol regulatory element binding protein). In condizioni di abbondanza di colesterolo, SREBP è presente nella membrana del reticolo endoplasmatico in forma inattiva, ovvero complessata con la proteina SCAP (SREBP cleavage-activating protein, proteina contenente uno sterol-sensing domain), a sua volta legata alla proteina Insig, formando il complesso SREBP-SCAP-Insig, privo di attività. Al contrario, in stato di carenza di colesterolo, il complesso SREBP-SCAP si sgancia da Insig e passa nel Golgi. Qui SREBP viene scisso (proteolisi) dagli enzimi di membrana S1P (Site-1 protease) e S2P (Site-2 protease), con la liberazione di un suo frammento attivo. Il frammento attivo di SREBP passa nel nucleo cellulare, dove si lega alla sequenza di riconoscimento SRE (sterol regulatory element) presente nei geni coinvolti nel metabolismo lipidico. In questo modo vengono regolati più di venti geni chiave per la sintesi del colesterolo (SREBP-2) e degli acidi grassi (SREBP-1), nonché del recettore delle LDL (LDLR).
Riassumendo, il metabolismo del colesterolo è regolato dalla concentrazione intracellulare del colesterolo, attraverso l’intervento dei fattori di trascrizione sensibili agli steroli (SREBP-2 e HNF-4α). Questi fattori, una volta attivati, passano nel nucleo e si legano ai geni che controllano principalmente: le proteine di trasporto del colesterolo (NPC1L1, ABCG5 e ABCG8), la sintesi endogena del colesterolo (HMGCoA-reduttasi) e i recettori LDL. 
Ad alte concentrazioni, il colesterolo controlla che la proteina SREBP sia legata al reticolo endoplasmatico complessata con la proteina inibitrice SCAP.
A concentrazione basse di colesterolo, il complesso SCAP-SREBP si stacca dalla membrana venendo trasportata tramite vescicolazione nel Golgi. Qui SREBP viene liberato dal legame con SCAP ad opera di una serina proteasi e la sua porzione N-terminale viene modificata da un'altra serina proteasi che in tal modo lo rende pronto a legarsi alle sequenze geniche SRE, aprendo la strada alla sintesi della HMG-CoA reduttasi.
L'HMGCoA-reduttasi risulta anche modulata dagli ormoni del controllo glicemico ovvero glucagone e insulina. L'insulina, che indica uno stato dell'organismo ad alto livello glucidico, mette l'enzima nella sua condizione più attiva ovvero defosforilata grazie a una fosfatasi. Il glucagone, che invece è indice di uno stato di bassa glicemia, porta la fosforilazione dell'enzima e quindi la sua inattivazione.
L'insulina stimola principalmente l'espressione di SREBP-1 (tramite gli insulin-induced genes o Insigs) e quindi la sintesi degli acidi grassi, tuttavia, come detto nel paragrafo precedente, influenza anche la sintesi dell'HMGCoA-reduttasi; il glucagone reprime entrambe queste azioni.
L'enzima è un bersaglio farmacologico estremamente utilizzato per lo sviluppo di farmaci (come ad esempio le statine). Le statine deprimono la sintesi del colesterolo, massimamente nel fegato, inibendo la HMG-CoA reduttasi. Questi farmaci sono costituiti in sostanza da inibitori competitivi del mevalonato che possono avere nella loro molecola sequenze carboniose identiche al mevalonato oppure possono essere stericamente simili al mevalonato.